# ویمسی
ویمسی (به لاتین: Viimsi) یک منطقهٔ مسکونی در استونی است که در دهستان ویمسی واقع شده‌است. ویمسی ۲٬۳۴۱ نفر جمعیت دارد.